# ARMA 2
ARMA 2 (estilizado como ArmA II, frequente e erroneamente referido como Armed Assault 2) é um jogo de simulação militar para computador, desenvolvido pelo estúdio Bohemia Interactive. É a sequência oficial à série Operation Flashpoint, seguindo seu predecessor, ARMA: Armed Assault (ARMA: Combat Operations na América do Norte). Foi vendida uma versão limitada em maio de 2009 e um lançamento maior ocorreu entre junho de 2009 até julho de 2009. Um pacote de expansão intitulado ARMA 2: Operation Arrowhead foi lançado em 2010.

## Jogabilidade
ARMA 2 é um jogo de tiro tático, focado primariamente no combate de infantaria, entretanto, também conta com elementos de combate veicular e aéreo. O jogador é capaz de comandar membros do esquadrão de inteligência artificial, o que adiciona um elemento de estratégia em tempo real ao jogo. Isto é posteriormente ampliado pela introdução do sistema de alto comando, que permite ao jogador comandar múltiplos esquadrões usando o mapa. ARMA 2 se passa, primariamente, na nação fictícia de Chernarus (significando "Rússia Negra"), no Leste Europeu. A paisagem de Chernarus é altamente baseada na República Checa, país de origem do desenvolvedor.